# Symfonie nr. 4 (Williamson)
Symfonie nr. 4 Jubilee is een symfonie van de Australische componist Malcolm Williamson. Hij moest zijn symfonie voltooien voor een concert dat gegeven werd in het kader van het zilveren jubileum van de regeerperiode van koningin Elizabeth II van het Verenigd Koninkrijk. De beoogde samenwerking was Williamson als componist, het London Philharmonic Orchestra het symfonieorkest en Bernard Haitink dirigent.
Malcom Williamson was waarschijnlijk naar voren geschoven doordat de Britse premier Harold Wilson hem had verward met Malcolm Arnold. Williamson was in die dagen behoorlijk verward, had last van depressies, alcoholisme en problemen met zijn seksuele geaardheid. Dat laatste was een combinatie van biseksualiteit en seksverslaving. In die jaren mondde dat uit in de scheiding van zijn tweede vrouw. Kortom, een hoop persoonlijke ellende en dan de druk om een symfonie op te leveren voor een jubileum, dat uiteraard gevierd zou worden binnen de gehele Engelse Gemenebest. Het werd de componist schijnbaar te veel en hij kwam op de eerste repetitie dan ook met een onvoltooid werk; een deel ontbrak. Haitink en het orkest konden daar (uiteraard) niet mee leven en haalden het van de lessenaar. Het is onbekend of de componist het werk ooit heeft voltooid; het is onbekend of het is uitgevoerd en een opname is niet verschenen (gegevens 2009).
Wat opgeleverd werd was een werk bestaande uit drie delen:
1. The Birth of the World (Largo)
2. Eagle (Allegro vivo)
3. The Prayers of the Waters (Lento)

## Orkestratie
- 3 dwarsfluiten, 1 piccolo, 3 hobo’s, althobo, 3 klarinetten, basklarinet, drie fagotten, contrafagot
- 4 hoorns, 3 trompetten, 3 trombones, 1 tuba
- 1 stel pauken, 3 man/vrouw percussie, harp
- violen, altviolen, celli, contrabassen

Williamson componeerde voor de festiviteiten nog een ander werk Mass of Christ the King, maar ook dat werd pas een jaar later voltooid dan dat de bedoeling was.